# Фримен, Кен
Кен Фримен (англ. Kenneth Charles Freeman; род. 27 августа 1940, Перт, Австралия) — австралийский астроном и астрофизик, исследователь тёмной материи, основоположник галактической археологии (galactic archaeology). 
Профессор обсерваторий Маунт-Стромло и Сайдинг-Спринг Австралийского национального университета, член Австралийской академии наук (1981) и Лондонского королевского общества (1998), иностранный член Национальной академии наук США (2017), компаньон Ордена Австралии (2017). Удостоен таких престижных наград как Научная Премия премьер-министра Австралии (2012) и лекции Генри Норриса Рассела Американского астрономического общества (2013), премии Грубера (2014) и других. В 2001 году признан  Институтом научной информации пятым среди самых цитируемых австралийских учёных.

## Образование и карьера
Обучался в Университете Западной Австралии. Будучи на 2 курсе, в 1959 году впервые побывал в обсерватории Маунт-Стромло, где во время каникул прошёл специальный учебный курс и по его итогам получил от возглавлявшего тогда обсерваторию профессора Барта Бока длинный восторженный отзыв, которым был очень впечатлён и мотивирован заниматься астрономией. В 1962 году по окончании обучения в Университете Западной Австралии получил степень бакалавра наук по математике с отличием, впоследствии в 1999 удостоен его почётной докторской степени. Степень доктора философии по специальности «Теоретическая астрофизика» получил в Кембриджском университете в 1965 году на кафедре прикладной математики и теоретической физики, затем с 1965 по 1969 годы был фелло-исследователем в его Тринити-колледже, а в 1966 году также был именным фелло-постдоком в Техасском университете где работал с Жераром Анри де Вокулёром и его супругой Антуанеттой. С 1967 года работал в обсерваториях Маунт-Стромло и Сайдинг-Спринг Австралийского национального университета: с 1967 года по 1970 год — астроном и королевский фелло, с 1970 по 1974 год — фелло, с 1974 по 1981 год — старший фелло, с 1981 года — профессор-исследователь, с 1987 года — профессор, наконец, с 2000 года — именной профессор астрономии.
В 1976 году также был старшим учёным в Астрономическом институте (на тот момент носившем название Астрономической лаборатории) Каптейна в Гронингенском университете, с 1982 по 1987 годы — председателем консультативного комитета по приборному оснащению Англо-австралийского телескопа; в Австралийской академии наук: с 1981 года (по настоящее время) — фелло, с 1983 по 1986 годы — членом секционного комитета физики и астрономии, в 1984 и 1987 годах — членом консультативного комитета по научной политике; в 1984 и 1988 годах — приглашённым членом Института перспективных исследований в Принстоне, с 1988 по 1992 годы — членом консультативного комитета Австралийского национального агентства телескопических наблюдений, а с 1989 по 1993 годы — членом руководящего комитета по работе принаждежащего Австралийской астрономической обсерватории Британского телескопа Шмидта, с 1993 по 1996 годы — членом рабочей группы по работе большого телескопа национального комитета по астрономии Австралийской академии наук, в 1994 году — именным профессором Лейденского университета, с 1994 по 1996 годы — членом инспекционного комитета ESO, с 1995 по 1997 годы — членом научно-консультативного комитета Индийского Межуниверситетского центра астрономии и астрофизики, с 1995 по 2002 годы — принимающим редактором журнала «New Astronomy». В 1998 году руководил комиссией по исследованию звёздного населения при распределении времени наблюдений на телескопе «Хаббл», а в 2001 году — инспекционным комитетом группы телескопов имени Исаака Ньютона; тогда же он был именным профессором Техасского университета. С 2002 по 2004 годы входил в Дирекцию Англо-австралийского телескопа, а с 2008 года участвует там также в проекте, посвящённом работе одного из его инструментов — спектрометра HERMES.
В 1981 году — лектор в обсерватории Принстонского университета, в 1997 году — приглашённый фелло оксфордского Мертон-колледжа.
С 1988 года — заслуженный приглашённый учёный Института исследований космоса с помощью космического телескопа. С 2002 года — иностранный член Британского королевского астрономического общества. В 2003 году — именной профессор в Гронингенском университете. С 2004 по 2009 годы — член научной группы по работе многоцелевого спектрографа обсерватории Джемини. С 2008 по 2010 годы — внештатный профессор Университета Западной Австралии. В 2010 году был членом комитета распределении времени наблюдений на телескопе «Хаббл» в группе программ Multi-Cycle Treasury. Кроме того, был членом научно-консультативного совета Института внеземной физики имени Макса Планка в Гархинге с 2012 по 2018 годы, а также консультативного совета австралийского центра CAASTRO с 2013 года до завершения его функционирования в 2018 году.
Начиная с 1973 года входил в состав структурных подразделений Международного астрономического союза — отделов и комиссий, в том числе руководящий — в частности, был президентом и вице-президентом отдела VII «Галактические системы», комиссий 33 и 37; в настоящий момент также является действующим членом нескольких отделов и комиссий. Был членом  Специального комитета по назначениям — состава, функционировавшего с 2009 по 2012 годы. С 1998 года является членом Лондонского королевского общества.

## Научные достижения
Кен Фримен стал известен, показав одним из первых в 1970-е годы, что спиральные галактики содержат большую долю тёмной материи. Его знаменитая статья 1970 года в журнале «The Astrophysical Journal» цитировалась более 2000 раз. В ходе исследования спиральных галактик Фримен установил, что центральная поверхностная яркость их дисков почти постоянна и не зависит от размера галактики, — эта закономерность получила впоследствии название закона Фримена.
Кроме того, Кен Фримен стал в конце 1980-х годов основоположником направления исследований, получившего название галактической археологии (англ. galactic archaeology). Оно представляет собой восстановление информации о формировании и эволюции галактик по данным о точных скоростях, положениях и химическом составе отдельных звёзд.

## Награды и отличия
- Медаль Пози[англ.] Австралийской АН (1972)[8][10]
- Мемориальная лекция Марка Ааронсона[англ.] Аризонского университета (1990)[8]
- Награда за выдающиеся достижения Калифорнийского университета (1993)[8]
- Оортовский профессор Лейденского университета (1994)[8]
- Премия Дэнни Хайнемана в области астрофизики (1999)[8][10][12]
- Медаль Столетия от правительства Австралии (2001)[10]
- Пятое место в рейтинге самых цитируемых австралийских учёных Института научной информации (2001)[8]
- Лектор Бишопа Колумбийского университета (2001)[источник не указан 1984 дня]
- Лектор Эллери Австралийского астрономического общества[англ.](2001)[10]
- Профессор Блаау в Гронингенском университете (2003)[8]
- Медаль Столетия (2003)[8]
- Лекция Антуанетты де Вокулёр и медаль Техасского университета (2004)[8][10]
- Премия Иоганна Вемпе Потсдамского астрофизического института (2008)[8]
- Научная Премия премьер-министра[англ.] Австралии (2012)[8][10][18][12]
- Медаль и лекция Мэтью Флиндерса[англ.] Австралийской АН (2013)[8][10][19][12]
- Лекция Генри Норриса Рассела Американского астрономического общества (2013)[10][18][12]
- Премия Грубера по космологии от Фонда Грубера[англ.] (совместно с С. Ван ден Бергом, Р. Б. Талли и Я. Эйнасто) (2014)[10][12]. В официальном сообщении комитета премии сказано, что «установив соответствие между наблюдениями в ближней Вселенной и Вселенной в целом, они положили начало космологии ближнего поля — направлению исследований, которое помогло установить как то, что распределение галактик не случайно, а имеет определённую структуру, так и то, что тёмная материя сыграла ключевую роль в эволюции этой структуры»[20]
- Лекция Блексли, Витватерсрандский университет (2014)[источник не указан 1984 дня]
- Премия Питера Бома Австралийского национального университета (2014)[21]
- Медаль и лекция Дирака[англ.] Университета Нового Южного Уэльса (2016)[22]
- Иностранный член Национальной академии наук США (2017)[10][23]
- Компаньон Ордена Австралии (2017) — «за выдающиеся заслуги в астрономии — посредством основополагающего вклада в область галактической археологии, как ведущий астрофизик и исследователь; в высшее естественно-научное профессиональное образование; а также как наставник молодых учёных»[10][24][25].